# Jacques Pérez
Pour les articles homonymes, voir Pérez.
Jacques Pérez est un photographe humaniste tunisien né le 26 octobre 1932 à Tunis où il est mort le 1er juillet 2022.

## Biographie
Jacques Pérez naît en octobre 1932 dans la médina de Tunis. Son père est un Juif tunisien et sa mère est Allemande.
Il découvre la photographie à l’âge de onze ans, avec un appareil prêté par son frère. Il suit des études au collège technique Émile-Loubet de Tunis, où il obtient un baccalauréat technique.
De 1952 à 1968, il enseigne les techniques graphiques à Tunis, et pendant quinze ans, pratique la photographie en amateur. Mohamed Ben Smaïl, le directeur des éditions Cérès, lui commande un livre, Éloges de Sidi Bou Saïd, avec des textes de Max-Pol Fouchet, qui est publié en 1975 et qui lance sa carrière de photographe professionnel.
Surnommé par Frédéric Mitterrand « le Doisneau tunisien », Jacques Pérez a « passé sa vie à photographier la Tunisie, ses habitants et leur humanité ». Il est par ailleurs l’un des fondateurs de la Cinémathèque tunisienne.
Jacques Pérez meurt à 89 ans le 1er juillet 2022 à Tunis où il est inhumé le lendemain au carré des libres penseurs du cimetière juif du Borgel.

## Expositions
Liste non exhaustive :
- 1994 : « La Tunisie de Jacques Pérez », Mois de la photo, Paris[1] ;
- 1997 : « Tunis, capitale culturelle », exposition collective, Galerie de l’information, Tunis[1] ;
- 2007 : « Sidi Bou Saïd », Galerie Ammar-Farhat, Tunis[6] ;
- 2021 : « Souvenirs d’avant l’oubli », palais Kheireddine (musée de la ville de Tunis), Tunis[2] ;
- 2022 : « Pèlerinage à Djerba : photographies de Jacques Pérez, 1980 », musée d’Art et d’Histoire du judaïsme, Paris[7],[8].

## Publications
Liste non exhaustive :
- Max-Pol Fouchet (photogr. Jacques Pérez), Éloges de Sidi Bou Saïd, Tunis, Cérès, 1975, 99 p. (EAN 2000055511580).
- Michael Tomkinson (photogr. Jacques Pérez), La Tunisie en images, Société tunisienne de diffusion, 1976, 128 p.
- Abdelmajid Ennabli et Jacques Pérez, Carthage retrouvée, Paris, Herscher, 1995, 151 p. (ISBN 978-9973-19-055-0).
- Lucette Valensi et Abraham Udovitch, Jacques Pérez : les juifs de Djerba, archives d’un photographe, Tunis, Simpact, 1999, 155 p. (ISBN 978-9973974532)
- Dar Al Kamilia, résidence de l’ambassade de France à La Marsa, Tunis, Dunes Éditions, 2004, 143 p.
- Samira Gargouri-Sethom et Jacques Pérez, Les bijoux de Tunisie, Tunis, Dunes Éditions, 2005, 166 p. (ISBN 9973-9799-1-5).
- Jamila Binous et Jacques Pérez, La médina de Tunis et Alexandre Roubtzoff, Tunis, Dunes Éditions, 2010, 228 p. (ISBN 978-9973020130).
- Lucette Valensi et Abraham Udovitch (photogr. Jacques Pérez), Juifs de Djerba : regards, paroles et gestes, Paris, L’Éclat, 2022, 224 p. (ISBN 978-2841625819).

## Prix
- Prix national des Arts et des Lettres de Tunisie[9] ;
- Prix national de la culture de la République tunisienne[10].

## Distinctions
- Chevalier de l’Ordre du mérite culturel de la République tunisienne[9] ;
- Chevalier de l'ordre des Arts et des Lettres (2009)[10],[11].

## Collections publiques
- Unesco[10] ;
- Fondation Aga Khan[10] ;
- Bibliothèque nationale de France[10] ;
- Institut du monde arabe[10] ;
- Musée national palestinien[10] ;
- Maison européenne de la photographie[12],[13] ;
- Ministère tunisien de la Culture[10] ;
- Musée d’Art et d’Histoire du judaïsme[8].

## Documentaire
- La Tunisie de Jacques Pérez, documentaire de Saïd Kasmi et Frédéric Mitterrand, TV5 Monde, 52 min, 2018.